# Крокоит
Крокоитът е минерал от групата на хроматите и формула PbCrO4. Кристалите му могат да достигнат дължина от 15 cm.

## Описание
Крокоитът обикновено се намира под формата на големи, добре оформени призматични кристали. Кристалите са ярко червени, полупрозрачни и имат диамантен до стъклен блясък. При подлагане на UV лъчи се губи блясъкът и прозрачността. Твърдостта на минерала е 2,5 – 3 по скалата на Моос.
За пръв път е открит през 1766 г. в Березовските мини, близо до Екатеринбург в Урал. Наименуван е крокоиз (от гръцкото κρόκος – „шафран“) от Франсоа Бьодан през 1832 г. Впоследствие е кръстен крокоизит, а след това крокоит. Това е първият минерал, от който е извлечен хром, но днес рудата не се добива за комерсиални цели.
Минералът често се среща в златородни кварцови жили, в гранит или гнайс. Изобилни находища на крокоит съществуват в Тасмания. Значителни запаси има също така в Бразилия, Франция и Аризона (САЩ).
Относителната рядкост на крокоита е свързана със специфичните условия, които са нужни за образуването му: оксидационна зона от оловна руда и присъствие на ултрамафични скали, служещи като източник на хром. Оксидирането на Cr3+ до CrO42− и разлагането на галенита са нужни за образуването на крокоит. Тези условия са сравнително редки.
Тъй като крокоитът е съставен от оловен хромат, той е токсичен и съдържа олово и хексавалентен хром.

## Приложение
Крокоитът няма промишлено значение и съпътства оловните руди, но благодарение на рядкостта и красотата си, се счита за ценен колекционерски минерал.

## Галерия
- Образец от Тасмания.
- Образец от Тасмания.
- Кристално срастване.
- Върху пироморфит, Березовск.